# Cathédrale du Prophète-Élie d'Alep
La cathédrale du Prophète-Élie (en arabe : كاتدرائية النبي إلياس) est une cathédrale à Alep, en Syrie. Elle est le siège de l'archidiocèse grec-orthodoxe d'Alep et d'Alexandrette.